# Westerkerk (Delft)
De Westerkerk was een gereformeerde kerk gelegen aan de Hugo de Grootstraat in de stad Delft, in de Nederlandse provincie Zuid-Holland. De Westerkerk bevond zich ter hoogte van de Antonie Heinsiusstraat. 

## Geschiedenis
De ontwerper van het gebouw was Tjeerd Kuipers en de bouw was in 1924 gereed.
In 1981 werd de kerk gesloopt. Er zijn woningen voor in de plaats gekomen. De overgebleven gemeenschap van kerkgangers verhuisde naar de kleinere Ontmoetingskerk, die inmiddels ook niet meer in gebruik is.
Sint-Adelbertkerk · 
Kerk van het Allerheiligst Sacrament · 
Pastoor van Arskerk · 
Bethlehemkerk · 
Sint-Corneliuskapel · 
De Deur · 
H.H. Franciscus en Clarakerk · 
Génestetkerk · 
Sint-Hippolytuskapel · 
Sint-Hippolytuskerk · 
Hofkerk · 
Immanuëlkerk · 
Levend Water · 
Lutherse kerk · 
Maranathakerk · 
Maria van Jessekerk · 
Maria en Ursulakerk · 
Marcuskerk · 
Nieuwe Kerk · 
O.L.V. Onbevlekt Ontvangen · 
Ontmoetingskerk · 
Oosterkerk · 
Oude Kerk · 
Plaats van Samenkomst · 
Sint-Stanislaskapel · 
Vierhovenkerk · 
Waalse kerk · 
Westerkerk · 
Zuiderkerk